# Integrale di Pfeffer
In matematica, l'integrale di Pfeffer è una tecnica di integrazione creata da Washek Pfeffer come tentativo di estendere l'integrale di Henstock–Kurzweil a un dominio multidimensionale. Questo doveva essere fatto in modo tale che il teorema fondamentale del calcolo integrale si applicasse in modo analogo al teorema in una dimensione, con il minor numero possibile di precondizioni sulla funzione in esame. L'integrale consente anche analoghi della regola della catena e altri teoremi del calcolo integrale per dimensioni superiori.

## Definizione
La costruzione è basata sull'integrale di Henstock, tuttavia Pfeffer ha dimostrato che l'integrale, almeno nel caso unidimensionale, è meno generale dell'integrale di Henstock. Si basa su ciò che Pfeffer chiama un insieme a variazione limitata, il quale è equivalente a un insieme di Caccioppoli. Le somme di Riemann dell'integrale di Pfeffer sono prese su partizioni costituite da tali insiemi, piuttosto che su intervalli come negli integrali di Riemann o di Henstock. Viene utilizzato un indicatore, esattamente come nell'integrale di Henstock, tranne per il fatto che la funzione di indicatore può essere zero su un insieme trascurabile.

## Proprietà
Pfeffer ha definito una nozione di continuità assoluta generalizzata {\displaystyle ACG^{*}}, vicino ma non uguale alla definizione di una funzione del tipo {\displaystyle ACG_{*}}, e ha dimostrato che una funzione è integrabile con la sua tecnica se è la derivata di una funzione del tipo {\displaystyle ACG^{*}}. Ha anche dimostrato una regola della catena per l'integrale Pfeffer. In una dimensione il suo lavoro e le somiglianze tra l'integrale di Pfeffer e l'integrale di McShane indicano che l'integrale è più generale dell'integrale di Lebesgue e tuttavia meno generale dell'integrale di Henstock-Kurzweil.